# Xavier Kouassi
 Xavier Laglais Kouassi  (Toumodi, Costa de Marfil, 28 de diciembre de 1989) es un futbolista marfileño. Juega de centrocampista y su equipo actual es el Pau FC de la Ligue 2 de Francia.

## Clubes
| Club                   | País           | Año       | Partidos | Goles |
| ---------------------- | -------------- | --------- | -------- | ----- |
| Servette F. C.         | Suiza          | 2009-2013 | 101      | 2     |
| F. C. Sion             | Suiza          | 2013-2016 | 80       | 0     |
| New England Revolution | Estados Unidos | 2016-2018 | 23       | 1     |
| F. C. Sion             | Suiza          | 2018-2020 | 59       | 0     |
| Neuchâtel Xamax F. C.  | Suiza          | 2020      | 10       | 0     |
| Pau FC                 | Francia        | 2020-     | 83       | 0     |

## Palmarés

### Campeonatos nacionales
| Título     | Club       | País  | Año     |
| ---------- | ---------- | ----- | ------- |
| Copa Suiza | F. C. Sion | Suiza | 2014-15 |